# Can't Hurt Me
Can't Hurt Me: Master Your Mind and Defy the Odds, (Osårbar på svenska), är en självhjälpsbok från 2018 av den tidigare Navy SEAL-soldaten David Goggins. Boken handlar bland annat om Goggins tuffa liv som ung och om hur han vände allt det negativa i sitt liv till att åstadkomma saker som ingen annan tidigare gjort. Goggins är den enda som lyckats slutföra både Navy SEAL, United States Army Ranger och Air Force Tactical Air Controller utbildningarna.

## Utgåva
- 2018 – Goggins, David (på engelska). Can't Hurt Me: Master Your Mind and Defy the Odds. USA: Lioncrest Publishing. Libris 8jrl8h3t6hlpl1z4. ISBN 9781544512273